# Tim den Besten
Timothy (Tim) den Besten (Rotterdam, 8 april 1987) is een Nederlands presentator, televisiemaker en schrijver. Hij presenteert voornamelijk tv-programma's voor de VPRO.

## Jeugd
Tim den Besten doorliep het VMBO in Hellevoetsluis (2000-2004). Er kwam een vervolgopleiding aan het Grafisch Lyceum in Rotterdam (2004-2006). Van 2006 tot 2008 was hij werkzaam voor jongerenblad Ted en was hij één maand redacteur bij Shownieuws. Daarna begon zijn loopbaan als tekstschrijver en programmamaker.

## Loopbaan
Bij het grote publiek werd Den Besten bekend door zijn tv-documentaires, zoals Een man weet niet wat hij mist, Gay-K en Oudtopia. Ook schreef hij van 2014 tot 2017 wekelijks een column voor de website van de VPRO. Als tv-presentator is hij bekend van programma's als De Grote Geldshow, Beestieboys, Lowlands, Tims ^ tent en Tim op de thee. In 2015 maakte hij met Nicolaas Veul de documentaireserie Super Stream Me, waarin hij zichzelf ruim twee weken filmde. Datzelfde jaar was Den Besten als een van de vaste gezichten te zien naast Paul de Leeuw in het televisieprogramma Kun je het al zien?.
In 2019 en 2020 maakte Den Besten met Veul 100 dagen voor de klas. Den Besten en Veul waren buitengewoon stagiairs Nederlands respectievelijk geschiedenis en maatschappijleer op een middelbare school in Lelystad. De serie werd uitgezonden op NPO 3. Ook was Den Besten in 2016, 2018 en 2019 te zien in Ranking the Stars. Eind 2017 verscheen zijn eerste boek: Zou er wifi in de hemel zijn? In 2018 deed hij mee aan De Slimste Mens. 
Den Besten presenteerde in 2019 en 2020 twee seizoenen van het tv-programma De Outsiders van de VPRO. In de zesdelige tv-serie 100 dagen in je hoofd begaven Den Besten en Veul zich in 2021 als stagiairs van het GGzE in de wereld van de psychiatrie.
In de zomer van 2022 was Den Besten te zien in het RTL 4-programma Het perfecte plaatje in Argentinië. In november 2022, startte zijn nieuwe kinderserie Timmyland; hij was daarin leider van zijn eigen land. Hij ging daarin op zoek naar wat democratie inhoudt, maar vond zichzelf dictator in eigen land. Hij interviewde voor dat programma koning Willem Alexander. Het programma kreeg in 2024 de Prix Jeunesse in de categorie non-fictie voor kinderen tussen de 11 en 15 jaar.
In 2023 deed Den Besten mee aan het televisieprogramma Make Up Your Mind. In datzelfde jaar deed hij mee aan de televisieprogramma’s Voor het blok en Waku Waku. Ook deed hij in dit jaar mee als kandidaat in de Videoland-editie van het televisieprogramma De Verraders. 
Eind 2023 kwam de vijfdelige tv-serie 100 dagen in de vergeten wijk uit. Hierin liep Den Besten samen met Veul stage als maatschappelijk werker en wijkopbouwwerker in het Laakkwartier in Den Haag.

## Privéleven

### Ziekte
In november 2023 werden de opnames voor Timmyland stilgelegd nadat bekend werd dat Den Besten lijdt aan een zeldzame vorm van kanker. In februari 2025 maakte hij bekend kankervrij te zijn verklaard.

### Identiteitsfraude
In november 2023 werd bekend dat er meerdere aangiftes waren gedaan tegen Den Besten vanwege identiteitsfraude. Hij zou de namen en privéfoto's van drie mannen gebruikt hebben, onder andere op de dating-app Grindr. Als gevolg hiervan werd de finaleweek van Waku Waku, waarin hij te zien zou zijn, niet uitgezonden. Men vond het niet gepast om deze afleveringen uit te zenden.
De identiteitsfraudezaak tegen den Besten werd door het Openbaar Ministerie in februari 2025 geseponeerd na een bekentenis en een gesprek met de slachtoffers. De presentator heeft toegegeven dat hij nepprofielen had aangemaakt.

## Varia
- Den Besten is de bedenker van het woord quinoakut, genoemd naar iemand die in het openbaar praat over het veelvuldig eten van superfoods zoals quinoa.[13] Het woord werd opgenomen in de Dikke Van Dale.
- Hij schreef onder meer de teksten voor JENSEN! en Benidorm Bastards.[14]
- Tijdens een tv-verslag van de Canal Parade 2022 zong Den Besten Veul toe met de tekst 'Sinterklaasje, kom maar binnen met je knecht'. Critici namen hem het woord 'knecht' kwalijk, terwijl er op dat moment zwarte mannen in beeld kwamen. Den Besten ging door het stof en de AVROTROS noemde het 'ongelukkig'. Bij De Nieuws BV barstte hij in tranen uit toen presentatrice Natasja Gibbs vroeg naar het voorval.[15][16]